# Polaszenie
Polaszenie, polonizowanie (kaszub. pòlaszenié) – zjawisko polegające na upodabnianiu przez użytkowników kaszubszczyzny swojej mowy do języka polskiego. Zjawisko to może odbywać się na poziomie fonetycznym lub leksykalnym i zachodzi z powodu naturalnego wpływu dominującego polskiego języka literackiego na mowę Kaszubów. Polaszenie przypomina trasiankę (mieszaninę języków białoruskiego i rosyjskiego) oraz surżyk (mieszaninę języków ukraińskiego i rosyjskiego). Proces ten jest obecnie bardzo powszechny; zdecydowana większość użytkowników języka kaszubskiego polaszy. Jest ono spowodowane wszechobecnością języka polskiego w mediach, szkole, urzędach i kościele.